# Peáž silnic

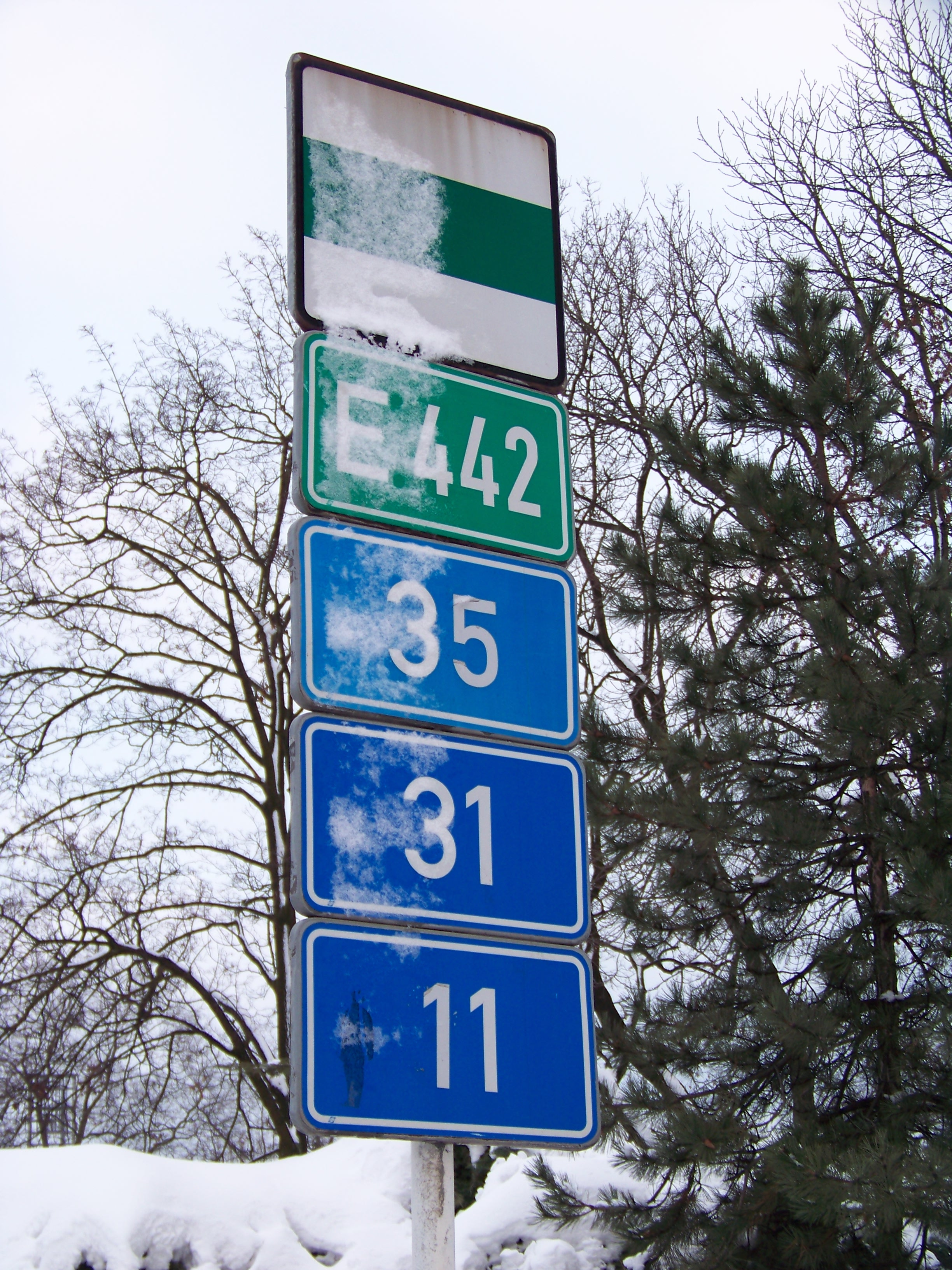
Peáž pěti silničních tras na Labském mostě v Hradci Králové. Horní značka stejně jako čtvrtá značka odshora označují městský okruh (silnici I/31), zatímco silnice I/35 a I/11 pouze po severní části okruhu procházejí městem a zároveň se na této peáži křižují. Silnice E442 je přes Hradec vedena po trase silnice I/35

Peáž silnic (peážní úsek) je obvyklý termín pro situaci, kdy dvě nebo více silnic (silničních tahů, číslovaných silničních tras) je v nějakém úseku vedeno po stejné trase (fyzické silnici). V takovém případě jedna silnice je považována za zdrojovou (kmenovou) a další za peážující (hostující). Peáže se v České republice mohou vyskytovat pouze u silnic I. a II. třídy, silnice III. třídy nemají peáže. Jako peáž se v případě silnice I. nebo II. třídy značí pouze vedení po komunikaci stejné kategorie či třídy, aby tak nevznikala pochybnost o kategorii a třídě společného úseku, v případě vedení provozu po silnici vyšší třídy nebo dálnici se značení nižší silnice přerušuje. 
Označení silnic pro mezinárodní provoz se v České republice vůbec nepoužívá pro kmenové označení silnic, tyto trasy jsou zpravidla vedeny po dálnicích, silnicích I. třídy, případně po silnici jiné třídy nebo místní komunikaci. Rovněž značení okruhu k objíždění obce se nepoužívá jako kmenové označení komunikace – buď je veden po více číslovaných silnicích nebo samostatně evidovaných místních komunikacích, nebo má vlastní číslo silnice nebo dálnice (například hradecký okruh je silnice I/31 či Pražský okruh je dálnice D0), ale to se značí na samostatné značce, nikoliv přímo na značce okruhu.
Příkladem je společná trasa silnic I/19 a I/34 mezi Pelhřimovem a Havlíčkovým Brodem, společný souběh dálnice D11 a dálnice D35 mezi Sedlicemi a Hradcem Králové nebo plánovaný souběh dálnice D1 a dálnice D55 mezi Hulínem a Přerovem.

## Peáže jiných dopravních tras a cest

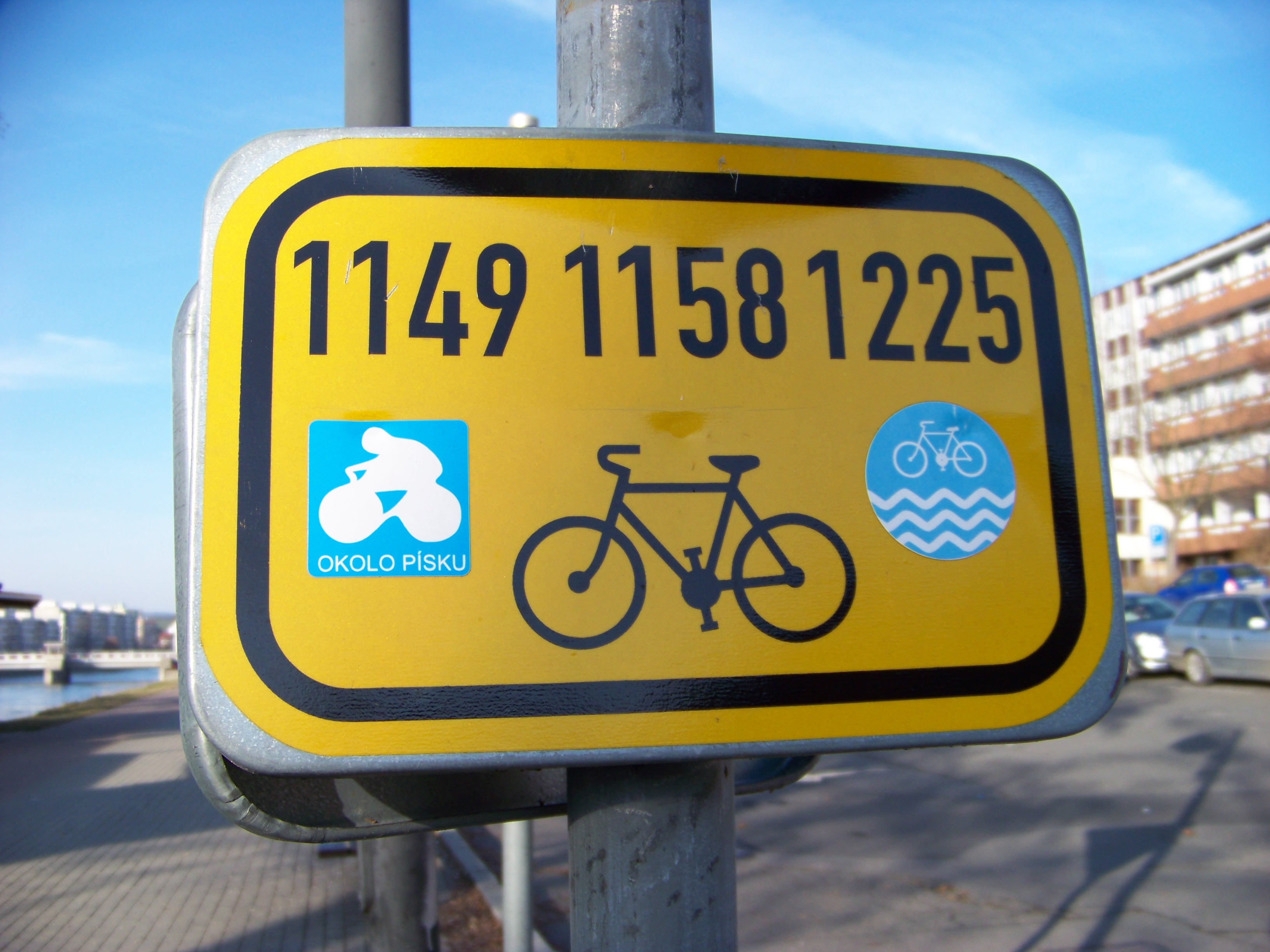
Peáž tří cyklotras v Písku

Obdobným způsobem mohou navzájem peážovat či peážovat po silnici též cyklistické trasy nebo jiné značené turistické trasy, jejich čísla se však nepoužívají k evidenci komunikací jakožto staveb.
Rovněž železniční tratě definované tabulkami jízdních řádů pro cestující nebo dopravními mapami mohou navzájem peážovat, třebaže ze správního a vlastnického hlediska je vždy stanovena hranice styku mezi dvěma drahami tak, že každé místo patří vždy jen k jedné trati. Pokud tedy například regionální dráha je zaústěna do celostátní dráhy, pak zpravidla uzlová stanice patří k celostátní dráze a vlaky z regionální dráhy v takové stanici hostují neboli peážují.